# Gaspari
Gaspari je priimek v Sloveniji, ki ga je po podatkih Statističnega urada Republike Slovenije na dan 1. januarja 2010 uporabljalo 45 oseb in je med vsemi priimki po pogostosti uporabe uvrščen na 8.067. mesto.

## Znani nosilci priimka
- Andrej Gaspari (*1973), (podvodni) arheolog
- Anton (Tone) Gaspari (1893—1985), mladinski književnik
- Drago Gaspari, veslač, športni delavec, trener (Mb)
- Dušan Gaspari (1926—2009), diplomat
- Emil Gaspari (*1942), poslovnež v New Yorku
- Katja Gaspari, manekenka
- Maksim Gaspari (1883—1980), slikar, ilustrator, akademik
- Majda Gaspari (1929—2020), političarka
- Marjan (Dragotin) Gaspari (1923—2010), inž. gradbeništva
- Milan Gaspari (1933—2001), pravnik, politični delavec
- Mitja Gaspari (*1951), ekonomist, bančnik in politik
- Oton Gaspari (1911—1991), arhitekt
- Vida Gaspari Tausig (1913—2006), knjižničarka
- Vladimir Gaspari (1907—1986), gimnazijski profesor biologije in mineralogije v Mb